# Lichenostomus
Lichenostomus är ett fågelsläkte i familjen honungsfåglar inom ordningen tättingar: Släktet omfattar här enbart två arter som förekommer i Australien:
- Malleehonungsfågel (L. cracitius)
- Gultofsad honungsfågel (L. melanops)

Tidigare inkluderades en mängd andra arter som nu istället flyttats till släktena Gavicalis, Caligavis, Ptilotula, Bolemoreus, Stomiopera och Nesoptilotis efter DNA-studier som visar att släktet är parafyletiskt.